# Cyttus traversi
Cyttus traversi är en fiskart som beskrevs av Hutton 1872. Cyttus traversi ingår i släktet Cyttus och familjen Cyttidae. Inga underarter finns listade i Catalogue of Life.